# Schizochilus cecilii
Schizochilus cecilii är en orkidéart som beskrevs av Robert Allen Rolfe. Schizochilus cecilii ingår i släktet Schizochilus och familjen orkidéer.

## Underarter
Arten delas in i följande underarter:
- S. c. cecilii
- S. c. culveri
- S. c. transvaalensis